# Gaétan Boucher
Gaétan Boucher   (Ciutat de Quebec, 10 de maig de 1958) és un patinador de velocitat sobre gel canadenc, ja retirat, que va competir durant les dècades de 1970 i 1980. Durant la seva carrera esportiva guanyà quatre medalles olímpiques.

## Biografia
Va néixer el 10 de maig de 1958 a la ciutat de Charlesbourg, població situada a la província candenca del Quebec. El 1983 fou guardonat amb l'Orde del Canadà i el 1985 amb l'Orde Nacional del Quebec.

## Carrera esportiva
Va participar, a l'edat de 17 anys, en els Jocs Olímpics d'Hivern de 1976 realitzats a Innsbruck (Àustria), on finalitzà sisè en la prova de 1.000 m. i catorzè en les proves dels 500 i 1.500 metres. En els Jocs Olímpics d'Hivern de 1980 realitzats a Lake Placid (Estats Units) aconseguí la medalla de plata en la prova dels 1.000 metres, finalitzant vuitè en els 500 m. i quinzè en els 1.500 metres. En els Jocs Olímpics d'Hivern de 1984 realitzats a Sarajevo (Iugoslàvia) aconseguí guanyar tres medalles: la medalla d'or en les proves de 1.000 i 1.500 metres i la medalla de bronze en els 500 metres. Gran esperança en revalidar els títols en els Jocs Olímpics d'Hivern de 1988 realitzats a Calgary (Canadà), només aconseguí ser cinquè en els 1.000 m., novè en els 1.500 m. i catorzè en els 500 metres.
Al llarg de la seva carrera aconseguí guanyar cinc medalles en el Campionat del Món de patinatge de velocitat, destacant la medalla d'or aconseguida en la modalitat d'esprint l'any 1984.